# Rochelle Clark
Rochelle Amy Clark (High Wycombe, 29 maggio 1981) è una rugbista a 15 internazionale per l’Inghilterra.
Nel ruolo di pilone ha militato dal 2003 al 2018 nella squadra nazionale femminile inglese con cui ha disputato 14 tornei del Sei Nazioni vincendone 8, 4 Coppe del Mondo consecutive dal 2006 al 2017 vincendo quella del 2014 e raggiungendo la finale nelle altre tre occasioni, e inoltre divenendo l’inglese con più incontri internazionali (maschili e femminili) nonché la detentrice del record assoluto di presenze internazionali femminili.

## Biografia
Nativa di High Wycombe, nel Buckinghamshire, Clark iniziò a giocare a rugby nella vicina Beaconsfield per poi entrare a 16 anni nell’Henley, altra squadra della contea; intraviste le sue possibilità tecniche, l’allenatore dell’Henley Jerry Edwards, le consigliò di smettere di fumare e di bere e di ridurre il peso, all’epoca intorno ai 100 kg, cosa che la giocatrice fece, scendendo fino a circa 85 kg e aumentando la massa muscolare, grazie alla quale, una volta vista all’opera in campo, si guadagnò il soprannome di Rocky (rocciosa).
Lasciata Henley-on-Thames per gli studi universitari a Plymouth giocò al Clifton (Bristol) e fu convocata nel 2003 in nazionale inglese per la prima volta in occasione della Churchill Cup in Nordamerica: l’esordio avvenne a Vancouver il 14 giugno contro il Canada.
All’epoca aveva riguadagnato peso e si sottopose a stretta disciplina alimentare e tecnica, perdendo 24 chilogrammi tra il secondo e il terzo test match che disputò nel 2004.
Nel 2005 debuttò nel Sei Nazioni contro il Galles e l’anno successivo vinse il primo dei suoi 7 tornei consecutivi, con sei Grandi Slam e una sola sconfitta su trentacinque partite.
Nel 2006 prese parte alla sua prima Coppa del Mondo in Canada e giunse fino alla finale, sconfitta dalla Nuova Zelanda; quattro anni più tardi, nell’edizione che si tenne proprio in Inghilterra, giunse di nuovo seconda dietro le stesse avversarie.
Nel 2014 in Francia guadagnò ancora una volta la finale, e al terzo tentativo consecutivo l’Inghilterra si laureò campione del mondo battendo il Canada.
Grazie a tale risultato Clark fu insignita, in occasione dei riconoscimenti per il nuovo anno 2015, dell’onorificenza dell’ordine dell'Impero Britannico per il suo contributo al rugby inglese.
Il 19 marzo 2015, allo stadio di Twickenham, Clark scese in campo per la centesima volta per l’Inghilterra in occasione dell’incontro del Sei Nazioni contro la Francia e il 9 novembre 2016, durante un test match di fine anno contro la stessa avversaria, Clark eguagliò il primato inglese di 114 presenze internazionali di Jason Leonard, storico pilone della nazionale maschile cui la giocatrice ha sempre dichiarato di ispirarsi.
La settimana dopo, contro l’Irlanda, staccò Leonard e raggiunse a quota 115 la giocatrice con il maggior numero di presenze internazionali, la scozzese Donna Kennedy.
Durante il Sei Nazioni 2017 incrementò il suo primato e ad agosto fu presente alla sua quarta Coppa del Mondo consecutiva, che si tenne in Irlanda: ancora una volta fu finale, benché per la terza volta persa contro le neozelandesi.
Con il Sei Nazioni 2018, in cui partì da titolare solo in due dei cinque incontri cui prese parte, raggiunse infine le 137 presenze con cui rafforzò ulteriormente il suo primato internazionale.
Il 31 luglio 2018, infine, annunciò la fine della sua carriera internazionale per proseguire quella di club con la squadra femminile del Wasps.
In parallelo all’attività di giocatrice, Clark è anche personal trainer nonché al 2018 co-allenatrice insieme alla sua ex compagna di nazionale Katherine Merchant di una squadra maschile di rugby a Chesham, nella sua contea d’origine del Buckinghamshire.

## Palmarès
- Coppe del mondo: 1
Inghilterra: 2014